# Lada (bohyně)

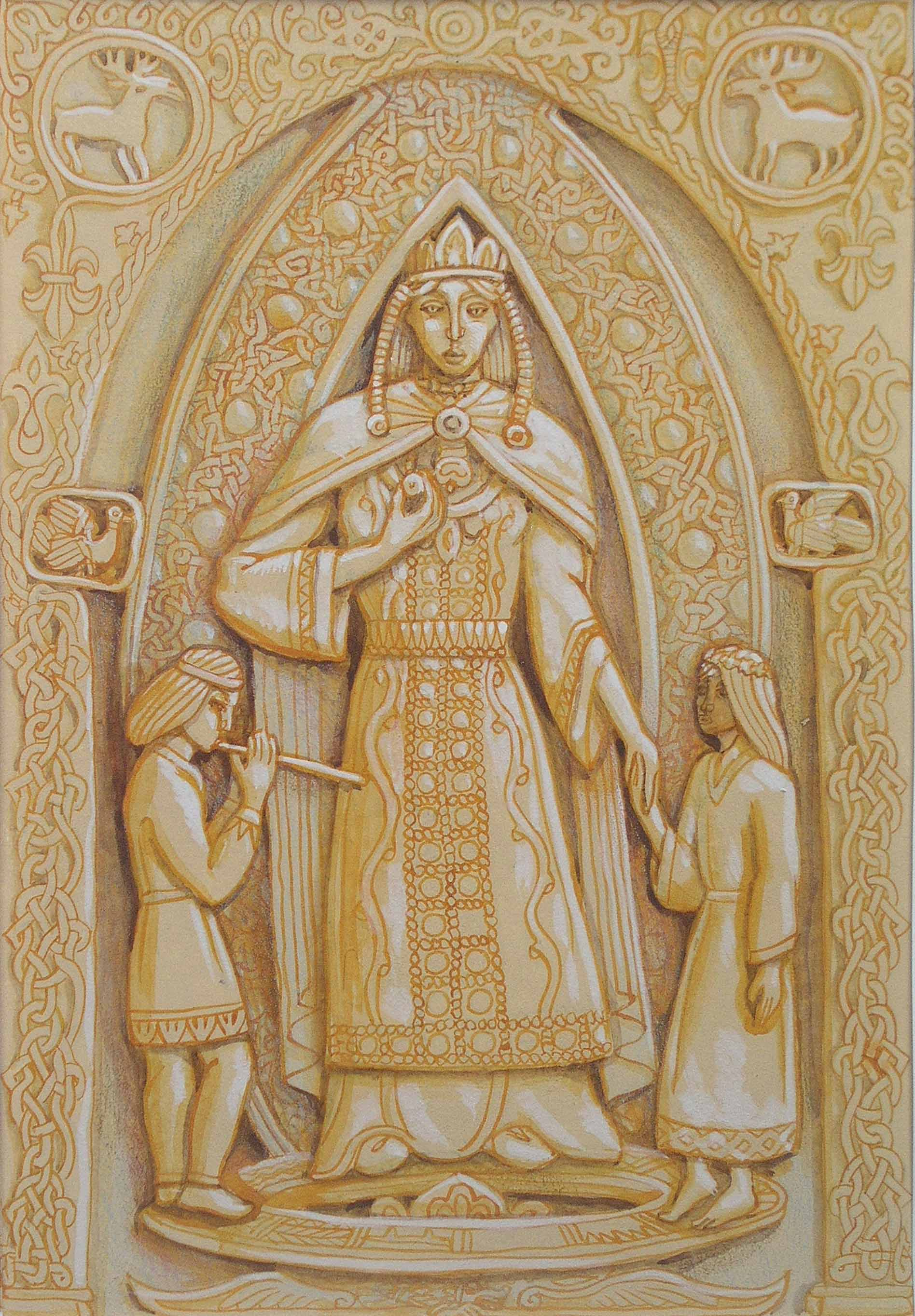
Lada od M. Prěsňakova, 1998

Lada či Lado je slovanské božstvo, jehož existence se odvozuje především z folklóru a raně novověkých kronik. Lada je v obecném povědomí chápána jako bohyně lásky, jara, manželství, setby a orby. Část odborníků se k tomuto výkladu kloní, ostatní se však k němu staví skepticky či jej zcela zamítají. Jméno Lady lze odvozovat od slova lad, soulad. Ve falšovaných glosách ve staročeském slovníku Mater verborum je Lada přirovnávána k Venuši.

## Prameny
O bohyni, která by mohla být Ladou se zmiňuje nepříliš známá legenda Život sv. Jiří Agioritského z 11. století, jejíž originál se zachoval v gruzínštině. Text vypráví o bohyni ctěné Slovany ve vesnici Livadija na poloostrově Chalkidiké, jejíž mramorová socha byla uctívána slovy:
| „ | „Blahodárné sluneční teplo, déšť a všechna dobra pocházejí od ní, neboť život i smrt kohokoliv závisí na jejím soudu.“ | “ |

Idol nakonec světec zničil železnou holí. Spojitost se sluncem a deštěm naznačuje, že se mohlo jednat o jarní bohyni jako je Lada.
V polských církevních zákazech z let 1420 až 1423 se poprvé objevuje jméno Lady a v druhé polovině 15. století zmiňuje Jan Długosz božstvo Lado:
| „ | „Marse nazývali Ladou. Představy básníků ho učinily vůdcem a bohem války. Modlili se k němu za vítězstvím nad nepřáteli a za odvahu pro sebe a úctu mu prokazovali velmi divokými obřady.“ | “ |

Matěj z Miechova na počátku 16. století přirovnává Ladu k řecké Lédě, matce blíženců Kastora a Polydeuka.
„Marta nazývali Ledou, vládcem válek a dárcem vítězství.“
Více informací pak uvádí na konci 16. století Matěj Stryjskowský:
| „ | „Oslavovali i matku Lela a Polela Ledu... A podle obyčeje se muži i dívky, staří i mladí společně scházeli k tanci a jiným kratochvílím, které nazývali kupalo, zvláště 25. května a 25. června, což se ještě dosud zachovává na Rusi a Litvě. Brzy po převodní neděli až do svatého Jana Křtitele ženy a panny se společně scházejí, vezmou se za ruce, opakují a zpívají:‚Lado, łado i Łado maja!' na památku Lady, matky Kastora a Poluxe, aniž by prostí lidé věděli, odkud se ten zvyk vzal.“ | “ |

Legenda o vybudování benediktýnského kláštera na Lysé Hoře z 16. století uvádí že na Lysé hoře do 12. století stáli tři idoly tří božstev: Lada, Boda a Leľa, kterým byly přinášeny prvního května oběti. Archeologové skutečně na hoře našli kultovní místo datované do 9. až 10. století.
Západoruský Hustýnský letopis ze 17. století uvádí ve svých dvou variantách božstvo jménem Lado jako čtvrtou modlu ve Vladimírově pantheonu.
| „ | „Čtvrtým byl Lado (což je Pluto), pekelný bůh; o němž věřili, že je bohem ženitby, veselí, potěšení a veškerého dobrodiní, podobně jako Helénové o Bakchovi; jemu obětovali, když se chtěli ženit, aby manželství bylo dobré a láskyplné. Tohoto Lada běsa ještě dosud v některých krajích velebí na křtu a na svatbách, zpívají jakési písně, a přitom tleskají rukama o ruce nebo o stůl, slovy ‚Lado, Lado' proplétají své písně a tak ho připomínají.“ | “ |

| „ | „Čtvrtý idol byl Lado. Jeho považovali za boha veselí a veškerého dobrodiní a obětovali ho, když se připravovali ke svatbě. Domnívali se, že lado pomáhá zachovat dobré, veselé a láskyplné soužití. Takový klam od nejstarších modloslužebníků pochází, kteří slavily jakési bohy Lelja a Polelja uctívaje jejich mrzké jméno a dosud v některých krajích na společných slavnostech je velebí zpěvem „leljum, poleljum“. Také matku Lelja a Polelja zpěvem „lado, lado, lado“ oslavují a starou ďábelskou lest té modly na svatebních veselích slaví, o stůl bouchají a zpívají.“ | “ |

Problémem polských a ruských kronik raného novověku je otázka jejich spolehlivosti. Pochybnosti vyvolává jak mlčení starších pramenů, tak přirovnávání slovanských božstev k antickým.

## Lidová kultura
Výrazy Lada či Lado, případně Leľ, Lelja, Poleľ, se užívaly ve slovanských lidových svatebních obřadech až do novověku jako označení milenky, milence nebo bytosti, jež je měla spojit. Stejně je toto slovo užito i v Dalimilově kronice. Tyto jména se však také objevují v písních zpívaných při sezónních a agrárních rituálech, a některé se k Ladě obracejí jako k bohyni, například chorvatská píseň z 18. století zpívaná při letním slunovratu.
| „ | „Modlíme se Lado, modlíme s k vyššímu bohu, Oj, Lado, oj! Ať zaduje, Lado Ať zaduje tichý vítr, Oj, Lado, oj! Ať udeří úrodný déšť, Oj, Lado, oj!“ | “ |

## Litevci
Podle Matěje Stryjkowského je Lada ctěna Litevci, kteří jí obětují bílého kohouta a pějí píseň znějící „Lado, Lado, Lado. Didis musu Dewie“, tedy „Lado, veliké naše božstvo.“ Z tohoto textu nejspíše vycházel i polský romantický historik Teodor Narbutt , který uvádí tatáž slova jako opakující se refrén v jarních litevských písních.

## Teorie
V polovině 19. století Dimitrij Šepping označil za slovanskou bohyni lásky a srovnal jí s řeckou Létóo. Kult Lady podle něj Slované převzali od Baltů, u nichž tuto bohyni ztotožnil s litevskou Laimou. Karel Jaromír Erben ji považoval za bohyni mladosti, krásy, lásky a plodnosti. Jan Máchal na konci 19. století pod vlivem pověstí zaznamenaných Josefem Grohmannem došel k závěru že Lada byla ctěna i na českém území.
Jevgenij Aničkov na začátku 20. století odmítl jako jeden z prvních Ladu jako fantazii mytologů 19. století, v návaznosti na Louise Légera, který zavrhl využití lidových písní při studiu slovanské mytologie. Aleksander Brückner slovo Lada a jeho obdoby považoval za pouhé refrény písní bez hlubšího významu a tento názor převzala většina badatelů v první polovině 20. století, například Stanislaw Urbanczyk a N. M. Galkovskij.
Rehabilitace Lady jako bohyně nastala s opětovným užití rozboru lidových písní a obřadů. Boris Rybakov ve svém Pohanství starých Slovanů z roku 1981 přišel s hypotézou že Lada má indoevropské kořeny a srovnal ji s řeckou Létó a Démetér. Přisoudil jí i dceru, analogickou Artemidě a Persefoně, jménem Lelja. Obě bohyně považoval za totožné s Rožanicemi a za významná božstva Slovanů před vznikem Vladimírova panteonu. Lada a Lelja podle Rybakova vládnou nad jarní přírodou a zemědělskými pracemi, plodností, láskou a manželstvím. A. Faminicyn došel analýzou písní v 80. letech 20. století k závěru že Lada byla bohyní manželství a veselí, důležitá především při svatebních obřadech.